# Жук в коробке
Жук в коробке — это мысленный эксперимент Людвига Витгенштейна, который был представлен в его работе «Философские исследования». В ней Витгенштейн размышляет об индивидуальности языка и сознания. Этот эксперимент демонстрирует неспособность человека видеть мир глазами другого человека. 
Людвиг Витгенштейн рассуждает о субъективности переживаний людей. Он обращается к боли как к специфическому явлению приватной сферы человеческого опыта. Если каждый знает, что такое боль, только по собственному опыту, как мы можем использовать это понятие для обобщения? Важно говорить о боли только через призму собственного опыта.

## Суть эксперимента
Представим, что у каждого есть коробка, содержимое которой назовем «жуком». Заглядывать в коробку другого человека нельзя. Каждый может судить о том, что такое «жук» только по тому, что лежит в их коробке. При этом может быть, что в других коробках находится что-то совершенно другое. Или там может вообще ничего не лежать. Получается, что под словом «жук» каждый подразумевает что-то свое.
Витгенштейн проводит параллель между коробкой и разумом: мы думаем, что подразумеваем одно и то же, говоря о любви, боли, страхе и т.д. Но это не так, потому что в головах разных людей – разный опыт.

## Значение
Идея, предложенная Витгенштейном, заставила задуматься о самой природе языка. У каждого человека свои представления о мире. И когда один озвучивает мысль, его собеседник соотносит ее со своими представлениями. Так рождается частный язык. Эта идея находит отражение в Опыте о человеческом разумении Джона Локка и Гипотезе о языке мышления Джерри Фодора.
Витгенштейн утверждает, что все языки носят социальную функцию. Это оказывает влияние и на другие сферы философских и психологических исследований. Если у человека нет такого частного языка, нет смысла говорить о личных эмоциях и переживаниях.

## Философские исследования
Эксперимент «жук в коробке» представлен в труде «Философские исследования». Они состоят из пронумерованных заметок. Идея о личном языке появляется в 243 заметке, но ее суть раскрывается в 256 заметке и далее.

## Личный язык
Примером личного языка может быть ситуация, когда человек говорит на таком языке, который больше никто не понимает. Это не просто язык, который еще не перевели. Он априори не может быть переведен на обычный язык, так как наш личный опыт недоступен для других. Согласно Витгенштейну, каждый из нас говорит на своем личном языке.

## Критика, связанная с человеческой памятью
Есть вероятность, что человек просто забудет содержимое своей коробки. Это значит, что у человека уже нет жесткого критерия определения понятия «жук». И мы уже не можем сказать, что содержание нашей коробки можно назвать этим понятием.
Но такой скептицизм был раскритикован как  обращение и к общественному языку. Если может забыть один человек, могут забыть и несколько. Поэтому критика, связанная с памятью, может с таким же успехом применяться и к определениям общественного языка. Например, Игорь и Михаил договорились называть определенную книгу «Р». Но через какое-то время они забывают, какую именно книгу они так назвали. Если они положились только на свою память, не записали это или не сказали кому-то еще, они сталкиваются с теми же проблемами, с которыми столкнулся бы один человек, условно назвавший книгу «Р». Так что в этом случае аргумент против частного языка может быть аргументом, применяемым к общественному языку.